# Splot podśluzowy

Schemat warstw przewodu pokarmowego, splot podśluzowy zaznaczony numerem 10

Splot podśluzowy, splot podśluzowy jelita, splot Meissnera (łac. plexus submucosus) – autonomiczny splot nerwowy błony podśluzowej przewodu pokarmowego. Wraz ze splotem błony mięśniowej bierze udział w regulacji niektórych ruchów jelita. Może on funkcjonować niezależnie od ośrodkowego układu nerwowego.
Nazwa eponimiczna upamiętnia niemieckiego anatoma Georga Meissnera, który opisał tę strukturę w 1862 roku.